# پادرازان
پادرازان، روستایی از توابع بخش مرکزی شهرستان باغ‌ملک در استان خوزستان ایران است.

## جمعیت
این روستا در دهستان قلعه تل قرار دارد و براساس سرشماری مرکز آمار ایران در سال ۱۳۸۵، جمعیت آن ۵۵ نفر (۱۲خانوار) بوده‌است.پادرازان نام یکی از طوایف زنگنه و بختیاری چهارلنگ هستند.